# Sister Sledge
Le Sister Sledge sono un gruppo disco statunitense fondato nel 1972 e composto in origine da quattro sorelle cantanti: Kim, (21 agosto 1957), Debbie (9 luglio 1954), Joni (13 settembre 1956 - 9 marzo 2017) e Kathy Sledge (6 gennaio 1959). Le Sister Sledge sono nipoti dell'ex cantante d'opera Viola Williams e si esibirono in passato anche come Mrs. Williams Grandchildren, cioè Le Nipoti di Mrs. Williams.

## Storia del gruppo
Le Sister Sledge sono nate e cresciute a Filadelfia ed hanno iniziato a cantare nelle chiese locali come la Second Macedonia Baptist Church. Furono scoperte da Charles Simmons entrando nella classifica inglese singoli nel 1975 con Mama Never Told Me e Love Don't You Go Through No Changes On Me.
Dopo aver pubblicato i primi due album di discreto successo commerciale arrivarono al successo internazionale sotto la produzione di Nile Rodgers e Bernard Edwards degli CHIC nel 1979. L'album We Are Family conteneva la hit omonima, che è la canzone più famosa e rappresentativa del gruppo,  e He's the Greatest Dancer, l'altro singolo ad entrare nella Top Ten statunitense ed inglese.
Nel 1980 arrivò Love Somebody Today, anche questo prodotto da Nile Rodgers che pur non ripetendo il successo del precedente, produsse singoli di discreto successo come Got to Love Somebody e Pretty Baby.
L'anno successivo le Sister passarono sotto la produzione di Narada Michael Walden, pubblicando l'album All American Girls, reso famoso dalla title track e da Next Time You'll Know. 
Nel 1984, all'apice della popolarità, prendono parte all'episodio 16 della stagione 10 de I Jefferson come guest star.
Dopo altri tre album di scarso successo, ed un'unica vera hit ma solo in territorio inglese, Frankie nel 1985, le sorelle si concentrarono sulla loro attività dal vivo, non incidendo nuovo materiale fino al 1997 quando pubblicarono l'album African Eyes.
Nel 1992 Kathy registrò il suo album solista Heart, continuando però a partecipare ai progetti del gruppo. Negli anni novanta il gruppo godette di una riscoperta da parte del pubblico europeo; in Italia World Rise and Shine in duetto con gli Incognito raggiunse la vetta dei singoli più venduti. Nel 1993 il remix di We Are Family (Sure Is Pure Remix) raggiunse la quinta posizione in Inghilterra. Vennero quindi pubblicate diverse raccolte di successi riarrangiati.
Nel 2003 pubblicarono quello che a tutt'oggi è l'ultimo album di inediti del gruppo, Style.
Nel 2004 il gruppo fu l'headliner dell'International Food and Wine Festival al parco a tema di Epcot.
Il 10 marzo 2017 viene data la notizia del decesso di Joni Sledge, avvenuto il 9 marzo nella sua casa di Phoenix in Arizona all'età di 60 anni, senza specificare le cause della morte.

## Discografia

### Album in studio
- 1975 - Circle of Love
- 1977 - Together
- 1979 - We Are Family
- 1980 - Love Somebody Today
- 1981 - All American Girls
- 1982 - The Sisters
- 1983 - Bet Cha Say That to All the Girls
- 1985 - When the Boys Meet the Girls
- 1997 - African Eyes
- 2003 - Style